# Cislajtanija
Cislajtanija (nemško Cisleithanien, kar pomeni dežela na tej strani Leithe) je bil neuraden naziv za avstrijski del Avstro-Ogrske.
Med Katzelsdorfom in Leithaprodersdorfom je meja med Avstrijo in Ogrsko potekala po rečici Leithi (izgovor Lajta) Zato so sodobniki po uvedbi dualizma leta 1867 za avstrijski del Avstro-Ogrske, ki se je sicer uradno imenovala Kraljestva in dežele zastopane v državnem zboru, uporabljali izraz Cislajtanija. V slovenščini poznamo tudi arhaično obliko Cislitvanija, ki izvira iz slovenjenja imena reke Leithe v Litva. Sodobniki so v pogovoru uporabljali tudi izraz Cisla.
Leta 1915 je bilo za Cislajtanijo uradno uvedeno poimenovanje Avstrija.
Cislajtanijo so sestavljale naslednje dežele:
- 1. Češka
- 2. Bukovina
- 3. Koroška
- 4. Kranjska
- 5. Dalmacija
- 6. Galicija
- 7. Primorje (sestavljeno iz Goriške, Trsta in Istre)
- 8. Spodnja Avstrija
- 9. Moravska
- 10. Solnograška
- 11. Šlezija
- 12. Štajerska
- 13. Tirolska
- 14. Gornja Avstrija
- 15. Predarlska